# Kempynus
Kempynus is een geslacht van insecten uit de familie van de watergaasvliegen (Osmylidae), die tot de orde netvleugeligen (Neuroptera) behoort.

## Soorten
- K. acutus New, 1986
- K. citrinus (McLachlan, 1873)
- K. crenatus Adams, 1971
- K. digoniostigma Oswald, 1994
- K. falcatus Navás, 1912
- K. incisus (McLachlan, 1863)
- K. kimminsi New, 1983
- K. latiusculus (McLachlan, 1894)
- K. longipennis (Walker, 1853)
- K. maculatus New, 1983
- K. millgrovensis New, 1983
- K. striatus New, 1983
- K. thecatus New, 1983
- K. tjederi Oswald, 1994